# Санчо Альфонсес
Санчо Альфонсес (или Адефонсес) (исп. Sancho Alfónsez; ок. 1093 — 29 мая 1108) — кастильско-леонский инфант, единственный сын короля Кастилии и Леона Альфонсо VI. Его матерью была мавританская принцесса Заида. Наследник Альфонсо VI с мая 1107 года, он в конце концов стал соправителем в Королевстве Толедо. Он умер раньше своего отца, когда пытался бежать с поля битвы при Уклесе. Его смерть во время неудачной военной экспедиции ускорила кризис престолонаследия, который закончился вступлением его старшей сводной сестры Урраки и её мужа Альфонсо Воителя, короля Наварры и Арагона, на престол королевства Кастилия-Леон.

## Детство
По словам Пелайо из Овьедо, автора «Хроники королей Леона», мавританская принцесса Заида была матерью единственного сына Альфонсо VI, но он запутался в происхождении Заиды. Она была замужем за Фатхом аль-Мамуном, сыном Аль-Мутамида ибн Аббада, эмира тайфы Кордовы, и, таким образом, невесткой (а не дочерью, как полагал Пелайо) эмира Севильи аль-Мутамида. Её муж умер в марте 1091 года, и отношения Альфонсо VI с ней начались позже в том же году или в 1092 году, вероятно, в то время, когда жена Альфонсо, королева Констанция Бургундская, от брака с которой у него не было сыновей, была тяжело больна. Констанция умерла осенью 1093 года. Вероятно, по хронологическим признакам Заида забеременела инфантом в конце 1092 или начале 1093 года, или по юридическим причинам, после смерти Констанции и до повторного брака Альфонсо с Бертой Бургундской в 1095 году. Согласно сообщениям её эпитафии, она умерла при родах 12 сентября, но родился ли у неё ребёнок Санчо, неизвестно. Хотя он и был незаконнорождённым, его рождение, должно быть, разбило надежды Раймунда Бургундского (? — 1107), графа Галисии и зятя короля, который, по словам Chronicon Compostellanum, обещал передать ему королевский престол.
Существует грамота о пожертвовании церкви в Леоне от 17 января 1098 года, в которой молодой Санчо фигурирует в качестве свидетеля, но это подделка. Другая ненадёжная грамота, датированная 12 января 1102 года (хотя в ней и говорится о 1110 году), называет в числе одного из свидетелей Sancius filius Imperator («Санчо, сын императора»), но она содержит интерполяции. Около рождества 1102 года Санчо, которому тогда было около девяти лет, вероятно, был представлен публике и официально признан в качестве сына. Признание Санчо, которое отметило бы его как потенциального наследника, вероятно, было поддержано могущественным леонским магнатом Педро Ансуресом, который вскоре должен был изгнан до самой смерти инфанта, вероятно, потому, что его положение по отношению к молодому Санчо принесло ему вражду Раймунда Бургундского, графа Галисии, и Генриха Бургундского, графа Португалии, двух претендентов на кастильско-леонский престол.

## Ранняя общественная жизнь, 1103—1107
В начале января 1103 года в присутствии короля в Каррион-де-лос-Кондес был созван церковный собор для урегулирования земельного спора между Сантьяго-де-Компостела и Мондоньедо. Мало что известно о подробностях этого совета и заседания королевского двора, которое, вероятно, сопровождало его, но было высказано много предположений, одно из которых состояло в том, что в это время инфант Санчо был назван наследником королевства. Первое публичное выступление молодого инфанта состоялось вскоре после этого в Саагуне. В возрасте примерно десяти лет он был свидетелем двух документов, одного публичного и одного частного, 25 января 1103 года. Он подписал как Sanctius infans quod pater fecit confirmo («инфант Санчо, отец которого заставил его подтвердить [устав]»). Впоследствии он все чаще фигурирует в королевских хартиях. Инфант Санчо подтвердил их 10 и 25 февраля, также в Саагуне, а также пожалование от 19 марта в пользу Сан-Сальвадор-де-Онья, вероятно, из Кастилии. 22 июня он подтвердил пожертвование церкви в Толедо, вероятно, сделанное в благодарность за недавнюю победу в битве при Талавере. В октябре он все ещё находился при королевском дворе в Овьедо, где подтвердил обмен между Раймундом Бургундским, графом Галисии, и епископом. 16 марта 1104 года он подтвердил пожалование епископу Овьедо, что является первым известным появлением его сводных сестёр Санчи и Эльвиры, дочерей новой королевы Альфонсо, француженки по имени Изабель.
5 января 1105 года большая группа португальских магнатов вместе со своими графом Генрихом и графиней Терезой встретились в Саагуне и пожертвовали некоторые португальские земли аббатству Клюни и аббатству Сан-Исидро-де-Дуэньяс. Чарльз Джулиан Бишко, открывший эту хартию, утверждал, что Генрих Бургундский создаёт коалицию против молодого инфанта Санчо и графа Раймунда. Это, однако, предполагает отсутствие Альфонсо при его собственном дворе. В Саагуне 31 марта 1105 года король Альфонсо сделал пожертвование собору Асторги, засвидетельствованное Санчо и Раймундом, графом Галисии. Инфант Санчо не появляется до 19 марта 1106 года, когда он подтвердил, что его отец пожаловал церкви Овьедо, сделанной в Саагуне, любимом месте отдыха двора. Затем он подтвердил частную грамоту в Саагуне 18 января 1107 года. Возможно, тогда он был поставлен во главе города Мединасели, которую Альфонсо VI завоевал в 1104 году. С 23 апреля 1107 года частный документ Сан-Сальвадор-де-Онья гласит regnante rege adefonso in toleto et in leione et in omni regno yspanio. Santius filius. эйус в Медине («король Альфонсо правит в Толедо, в Леоне и во всем испанском королевстве. Санчо, его сын, [царствующий] в Мединасели»). 14 апреля он присоединился к дару своего отца и королевы Изабеллы, записанном в Асторге, населению Риба-де-Тера и Вальверде, cum uxore mea Elisabet et filio nostro Sancho («с моей женой [Альфонсо] и нашим сыном Санчо»).

## Ответственность и смерть, 1107—1108
В начале мая 1107 года в Леоне король Альфонсо VI собрал большой двор, на котором объявил Санчо своим наследником. 14 мая Альфонсо VI даровал право чеканки монет епископу Сантьяго-де-Компостела, и это право было подтверждено инфантом Санчо, который впервые подписал его как regnum electus patri factum («избранный королём своим отцом»). Эта формула встречается только в копии XIII века, но она надёжна, как и более старая формула, Sancius filius regis conf. («Санчо, сын короля») вряд ли был оставлен переписчиком. Клаудио Санчес-Альборнос за ним последовал Бишко, который пересмотрел хартию до 1105 года на основе Historia Compostelana, даты, которая должна была поддержать теорию pacto sucessório (пакт о престолонаследии) между Генрихом и Раймундом весной того же года. Смерть Констанции, рождение незаконнорождённого Санчо и быстрый повторный брак Альфонсо VI с итальянкой по имени Берта изменили положение дел с престолонаследием в 1093 году. По-видимому, Альфонсо VI выжидал, разделяя Раймунда и Генриха, надеясь на законного наследника, который так и не появился. В конце концов, прождав достаточно долго, он назвал тогда ещё подростка Санчо своим наследником. 27 мая 1107 года Раймунд Бургундский, граф Галисии, скончался. 30 декабря Альфонсо VI подтвердил все права и привилегии, предоставленные Херонимо, епископу Саламанки, покойным Раймундом. Хотя ни Санчо, ни кто-либо другой из светских аристократов королевства не подтвердил эту уступку, присутствие Санчо для такого важного соглашения, вероятно, было необходимо на данном этапе.
Согласно «Historia Compostelana», Санчо Альфонсес был поставлен во главе Королевства Толедо его отцом, вероятно, в декабре 1107 года при дворе в Леоне. Вероятно, он отправился на юг, в Толедо, в начале или середине апреля, чтобы подготовиться к обычной летней кампании. Армия, которую он привёл с собой, не оценивается как очень большая, основываясь на цифрах из Chronica Naierensis. В мае 1108 года большая армия мавров объединилась и атаковала Уклес, который они взяли 27 мая, заставив гарнизон отступить в алькасар (городскую цитадель). Инфант Санчо, вместе со своим отцом находившийся на севере королевства (в апреле он только что женился на женщине по имени Беатриса), взял инициативу в свои руки и организовал контратаку. Результатом стала битва при Уклесе, в которой христиане были окружены и убиты, хотя Санчо и его телохранители из вассалов сумели избежать схватки. Он бежал верхом в Белинчон, что в двадцати километрах к северо-западу, но местные мусульмане восстали против него, и он был убит. Гарсия Альварес, альферес короля Альфонсо VI в 1100—1107 годах, назначенный опекуном инфанта Санчо, возможно, тот самый Гарсия, который, согласно Родриго Хименесу, был его опекуном, согласно De rebus Hispaniae, был убит, защищая инфанта. Санчо Альфонсес погиб, не оставив потомства.